# L'eccezione alla regola
 L'eccezione alla regola (Rules Don't Apply) è un film del 2016 scritto, diretto e interpretato da Warren Beatty.
Nel cast vi sono anche Alden Ehrenreich, Lily Collins, Alec Baldwin, Annette Bening e Matthew Broderick.
Il film segna il ritorno al cinema di Warren Beatty dopo 15 anni, il suo ultimo film infatti risaliva al 2001, Amori in città... e tradimenti in campagna, diretto da Peter Chelsom.

## Trama
Nel 1958 Marla Mabrey è una giovane di fede evangelica battista che, dopo aver vinto un concorso per giovani talenti, decide di tentare la fortuna nel mondo del cinema. Si trasferisce a Hollywood perché selezionata per fare un provino per un film prodotto dal miliardario Howard Hughes. Qui conosce uno degli autisti di Howard, Frank Forbes, il quale stringe subito amicizia con lei sebbene sia proibito dalle regole. Quando Marla comincia a perdere la speranza (non ha ancora incontrato Hughes per il provino), Frank la sprona a non mollare poiché lei è diversa, lei è l'eccezione a tutte le regole imposte dal mondo del cinema. Finalmente Marla viene contattata per un incontro privato con Howard Hughes e si reca nel suo hotel per parlargli. Lo stesso giorno anche Frank scopre che potrà incontrarlo per la prima volta e decide di sottoporgli la sua idea per costruire alcune abitazioni nella periferia della città. Entrambi scoprono però l'eccentricità del famoso miliardario e capiscono che non sarà facile stare al passo con lui.
Intanto l'amicizia tra Marla e Frank diventa sempre più forte, al punto che una sera, mentre si trovano a casa di lei, stanno per avere un rapporto quando arriva un altro autista che impedisce il tutto. Frank decide allora di tornare nella sua città natale per lasciare la sua fidanzata dai tempi delle medie e cominciare una storia d'amore con Marla. Tuttavia, in sua assenza, Marla va da Howard per parlargli e durante l'attesa si ubriaca bevendo champagne (prima di allora non aveva mai bevuto). Quando poi arriva Howard i due cominciano a parlare; Howard rischia di essere internato in manicomio a causa di tutte le azioni incoscienti che ha compiuto ma ha scoperto che se avesse una moglie, questa potrebbe impedirlo. Preso dal momento chiede a Marla di sposarlo e lei, poiché ubriaca, accetta e ha con Howard il suo primo vero rapporto sessuale.
La mattina seguente, Frank fa visita a Marla ma nota l'anello di fidanzamento e chiede spiegazioni. Marla, che non vuole rispondere esplicitamente, dice solo che ha una relazione con un uomo e che non vuole vederlo. Passano i giorni e Howard non si fa più sentire. Si scopre che è andato a Las Vegas e che vi rimarrà per almeno un mese. Si scopre poi che, mentre era a Las Vegas, Howard si è sposato. Marla scopre di essere incinta e decide di dirlo a Howard ma quando va agli studi cinematografici incontra Frank e i due hanno una brutta lite. Passa il tempo, Marla lascia Los Angeles per tornare a casa e forse per riprendere gli studi di lettere, mentre Frank diventa assistente personale di Howard il quale, anche a causa di alcune droghe, è sempre più imprevedibile. Gli affari di Howard cominciano a risentirne e Frank ne approfitta per proporre nuovamente la sua idea, questa volta Howard accetta.
Anni dopo, nel 1964, Howard sempre più fuori controllo è accusato di aver copiato alcune idee da un uomo che nemmeno conosce e dovrà fare una chiamata in diretta televisiva per dimostrare di non essere pazzo. Poco prima dello scadere del tempo arriva nel suo hotel Marla accompagnata dal figlio di 4 anni, Matt. Subito Frank non capisce la situazione e la fa parlare con Howard, il quale, una volta visto suo figlio, trova la forza per chiamare la trasmissione dimostrando un momentaneo istante di lucidità. Marla lascia sul comò di Howard l'anello che le aveva dato anni prima e dice a Frank che è suo, poi se ne va con Matt. Frank capisce allora che Howard è il padre di Matt e decide di seguire il suo cuore. Lascia il suo lavoro e corre per raggiungere Marla. I due si ricongiungono e decidono di darsi un'occasione. Il film si conclude con Marla, Matt e Frank che salgono su un taxi insieme mentre Howard, ormai rimasto solo con il secondo socio nonché ex-autista, si chiude nuovamente in se stesso.

## Riconoscimenti
- Hollywood Film Award
  - New Hollywood Award a Lily Collins
  - Migliori costumi a Albert Wolsky
- Golden Globe
  - Candidatura alla Migliore Attrice a Lily Collins

## Distribuzione
Il film è stato distribuito nelle sale cinematografiche statunitensi il 23 novembre 2016. In Italia è uscito il 20 aprile 2017.